# Диздаревич, Раиф
Раиф Диздаревич (босн. Raif Dizdarević, родился 9 декабря 1926 в Фойнице) — югославский боснийский политик, министр иностранных дел Югославии с 1984 по 1987 год, Председатель Президиума СФРЮ с 1988 по 1989 год.

## Биография
С 1943 года на фронте Народно-освободительной войны Югославии. Член КПЮ с 1945 года. Работал изначально в службе государственной безопасности, с 1951 года переведён в Министерство иностранных дел. Работал в посольствах СФРЮ в Болгарии (1951—1954), в СССР (1956—1959) и Чехословакии (1963—1967). В 1972 году стал заместителем Министра иностранных дел Милоша Минича.
С апреля 1978 по апрель 1982 года был председателем Президиума СР Боснии и Герцеговины, с 1982 по 1984 годы был председателем Союзной скупщины. В 1984 году назначен на должность Министра иностранных дел, работал там до 1987 года. Избран в 1987 году в Президиум СФРЮ, с 15 мая 1988 по 15 мая 1989 года был главой Президиума.
За год работы Диздаревича внешний долг СФРЮ вырос до отметки в 21 миллиард долларов США, а инфляция достигла 217%. Вследствие тяжёлого экономического положения ему пришлось отменить визиты в Бразилию, Уругвай и Сенегал, к тому же вторичной причиной стали протесты албанцев в Косово.
На XXI пленуме ЦК СКЮ в феврале 1989 года подал в отставку из членов ЦК, поскольку выполнял государственные функции.
После распада страны ушёл с политической арены. В 2009 году он вошёл в состав совета боснийской «Нашей партии». Проживает в Сараево. Автор мемуаров.
Племянник — Срджан Диздаревич (1952—2016), журналист и дипломат.

## Труды
- „Од смрти Тита до смрти Југославије: свједочења“, Сарајево 1999.
- „Пут у распад“, Сарајево 2012.